# Thalna
Thalna nella mitologia etrusca era la dea del parto e moglie di Tinia, raffigurata nell'arte etrusca come una giovane donna. Thalna si trova spesso raffigurata negli specchi etruschi, sui quali erano comunemente incise delle scene mitologiche.  